# Aggelos Misos
Aggelos Misos (in greco: Άγγελος Μισός; Famagosta, 7 marzo 1971) è un ex calciatore cipriota, di ruolo difensore.

## Carriera

### Club
Ha giocato nella massima serie cipriota con diverse squadre.

### Nazionale
Ha giocato 10 partite per la nazionale cipriota tra il 1996 e il 1999.